# القدس في الإسلام

مسلمون يقيمون الصلاة داخل المسجد الأقصى.

القدس هي ثالث أقدس الأماكن عند المسلمين بعد مكة والمدينة المنورة، وكانت تمثّل قبلة الصلاة الإسلامية طيلة ما يُقارب من سنة، قبل أن تتحول القبلة إلى الكعبة في مكة. وقد أصبحت القدس مدينة ذات أهميّة دينية عند المسلمين بعد أن أسرى الملاك جبريل بالنبي محمد إليها، وفق المعتقد الإسلامي، قرابة سنة 620 حيث عرج من الصخرة المقدسة إلى السموات العلى حيث قابل جميع الأنبياء والرسل الذين سبقوه وتلقّى من الله تعاليم الصلاة وكيفية أدائها. تنص سورة الإسراء أن محمدًا أُسري به من المسجد الحرام إلى «المسجد الأقصى»: ﴿سُبْحَانَ الَّذِي أَسْرَى بِعَبْدِهِ لَيْلاً مِّنَ الْمَسْجِدِ الْحَرَامِ إِلَى الْمَسْجِدِ الأَقْصَى الَّذِي بَارَكْنَا حَوْلَهُ لِنُرِيَهُ مِنْ آيَاتِنَا إِنَّهُ هُوَ السَّمِيعُ الْبَصِيرُ﴾؛ وقد أجمع المفسرون على أن المقصود بالمسجد الأقصى مدينة القدس ذاتها، وسُميت الأقصى لبعد المسافة بينها وبين المسجد الحرام، إذ لم يكن حين إذن فيها المسجد الأقصى الحالي. يقع اليوم معلمين إسلاميين في الموقع الذي عرج منه محمد إلى السماء، وهما قبة الصخرة التي تحوي الصخرة المقدسة، والمسجد الأقصى الذي بُني خلال العهد الأموي. ومما يجعل من القدس مدينة مهمة في الإسلام أيضًا، أن عددًا كبيرًا من الأنبياء والصالحين الذين يتشارك المسلمون وأهل الكتاب عمومًا بالإيمان بهم، مع اختلاف النظرة إليهم، حيث يعتبر المسلمون واليهود أن عدد منهم أنبياء أو رسل بينما ينظر المسيحيون إليهم بصفتهم قديسين، قطنوا المدينة عبر التاريخ أو عبروها، ومنهم داود وسليمان وزكريا ويحيى والمسيح عيسى بن مريم، وكذلك لذكر المدينة في القرآن بأنها وما حولها أراض مباركة شكّلت قبلة للأنبياء ومهبطًا للملائكة والوحي وأن الناس يُحشرون فيها يوم القيامة.